# Штурм острова Березань
Штурм острова Береза́нь осуществлён 7 (18) ноября 1788 года казаками Черноморского казачьего войска (в другом источнике пешего Запорожского войска) во главе с войсковым судьей (в другом источнике подполковником) Антоном Головатым на дубах во время Русско-турецкой войны 1787—1791 годов. Не отвечая на огонь турок, они подплыли к острову Березань, дали залп и штурмом завладели островом Березань, при помощи огня с канонерский лодок бригадира Рибаса, заставив капитулировать гарнизон османов в располагавшейся крепости.
В результате турки прекратили огонь и были вынуждены сдать крепость, расположенную на острове, российские трофеи — 11 знамён и 21 орудие. Позже российским командованием крепость была признана лишённой какого-либо стратегического значения и разрушена силами черноморских казаков.

## Крепость
На протяжении XIV—XV веков, когда всё Бугско-Днестровское междуречье входило в состав сначала Великого княжества Литовского, а позже Польского королевства, об острове Березани имеются только отрывистые сведения, а уже на рубеже XV—XVI веков остров оказался под властью Крымского ханства, однако не был заселён. В то же время запорожские казаки знали об острове и использовали его для стоянки судов и отдыха во время многочисленных морских походов. Однако ни для казаков, ни для турок Березань не имела важного стратегического значения.
Идея строительства оборонительных укреплений на острове Березань принадлежит инженерам российской армии. Об этом свидетельствует проект крепости на острове Адда, подписанный Николасом фон Брадке 26 сентября 1737 года. За несколько лет до этого турецкий посол в Российской империи Ахмед Ресми написал в Константинополь о необходимости срочно усилить крепость Кинбурн и Очаковские крепости, однако об острове Березань даже не вспомнил. Существует два объяснения, зачем России понадобилось строительство фортификационных сооружений на необитаемом острове: во-первых, из-за отсутствия военно-морского флота на Чёрном море создать преграды туркам для содержания своих больших линейных кораблей между Березанью и мысом Аджиякс (Хаджи-Гасан), а во-вторых, не исключено, что Россия надеялась удержать только Бугско-Днестровское междуречье и в таком случае новая крепость на Березани смогла бы определённым образом уравновесить наличие турецкого замка Кинбурн. После окончания Русско-турецкой войны 1735—1739 годов, в результате которой России не удалось захватить земли в низовьях Днепра, на протяжении более чем четверти века Березань не упоминается, а это означает, что она снова потеряла своё стратегическое значение.
В результате Русско-турецкой войны 1768—1774 годов Россия снова надеялась получить всё Бугско-Днестровское междуречье, но в ходе переговоров от этой идеи пришлось отказаться. В итоге турки были вынуждены отдать часть Бугско-Днестровского междуречья, крепости Керчь, Еникале и Кинбурн. Таким образом, именно пункт 18 Кючук-Кайнарджийского мира существенно повлиял на дальнейшую историю Березани, значительно изменив всю военно-стратегическую ситуацию в низовьях Днепра и Буга. Вследствие этого Днепро-Бугский лиман перестал быть внутренним водоёмом Османской империи, а наличие российской крепости Кинбурн прямо напротив Очакова заставило турок искать более выгодную гавань для своего флота. Ею мог стать упомянутый выше глубоководный и неплохо защищённый от ветров рейд между Березанью и мысом Хаджи-Гасан, но его сначала следовало хорошо защитить.
Однако турки не сразу начали строительство крепости на Березани, так как остров не входил в состав турецкого «старого Очаковского уезда», а все земли Крымского ханства согласно Кючук-Кайнарджийскому договору признавались независимыми как от России, так и от Турции. Только летом 1777 года, после введения российских войск в Крым для подавления татар, турки официально заявили про переход всего Бугско-Днестровского междуречья под их юрисдикцию и смогли начать строительство укреплений на Березани. Уже 7 сентября 1777 года русский резидент в Бахчисарае статский советник П. П. Веселицкий доложил князю А. А. Прозоровскому о начале подготовки к строительству турками крепости.
Решение о сооружении крепости турки приняли в декабре 1777 года или в январе 1778 года. Турки закончили строительство крепости на острове Березань за очень короткий термин на протяжении всего одного весенне-летнего сезона 1778 года. К строительству крепости турками привлекались работники из Валахии. К осени главные земляные работы на Березани были завершены и 9 ноября 1778 года из Константинополя было отправлено два грузовых судна с вооружением для крепости. Этот осенний переход оказался неудачным, так как 25 пушек, предназначавшихся для крепости, потонули в море. В 1779 году крепость была усилена и её гарнизон состоял из регулярных турецких войск.
В июле 1781 года крепость на Березани увидел новый российский посол в Константинополе Яков Булгаков, который вместе со своей свитой проплыл мимо неё на кораблях российского флота. Неизвестно, какой вид имела крепость в те года, но маловероятно, чтобы она сильно изменилась к 1784 году, когда её посетил и очень детально описал французский военный инженер и топограф Лаффит-Клаве. Также Лаффит-Клаве дал рекомендации туркам по укреплению крепости, которую считал пусть и полностью боеспособной, но в то же время устаревшей, и её окрестностей. Однако турки к рекомендациям не прислушались.
Собственно крепость, расположенная на самой южной окраине острова, имела в плане форму почти равностороннего треугольника с длиною сторон 220—270 метров. По всему периметру она была окружена земляным валом с деревянным частоколом, а с северной стороны — рвом глубиной до 3 метров с подвесным мостом. На её южном угле и на юго-восточной стене были сооружены два круглых бастиона. С той же стороны на нижней террасе была расположена ещё одна батарея. Внутри крепости были размещены: дом коменданта, казармы, каменная мечеть, пороховой погреб, каменные и деревянные склады, дома и землянки гражданских жителей, ямы для хранения муки и зерна, цистерны для воды. На вооружении крепости состояла 21 пушка разного калибра с дополнительными укреплениями в южной части острова.

## Предыстория

### Запорожские казаки
Несмотря на ликвидацию первой Бугско-Днестровской Сечи в августе 1779 года после подписания Анайлы-Кавакской конвенции и массовое принудительное переселение оставшихся запорожцев за Днестр и Дунай в конце 1781 года, казаки продолжали ловить рыбу по всему побережью моря от Дуная до Днепра до самого начала Русско-турецкой войны 1787—1791 годов.
Война началась в августе, но уже через несколько дней запорожские казаки, которые не хотели воевать на стороне Турции, начали переплывать на лодках на российскую сторону границы. До этого запорожские рыболовные курени мирно сосуществовали с турецким гарнизоном на самом острове. Вскоре к рыбакам присоединились и вооружённые казаки, в связи с чем Александр Суворов 21 декабря 1787 года издал специальный указ, согласно которому запорожские казаки не считались врагами, а после перехода им возвращали оружие. Казаки-перебежчики после принесения присяги зачислялись в разные команды Войска верных казаков, которое позже было переименовано в Черноморское. Начиная с весны 1788 года наиболее активное участие в боевых действиях принимала первая часть войска на лодках под общим руководством кошевого атамана Сидора Белого, который погиб в ходе одной из битв 18 июня 1788 года.
После гибели Белого казаки его команды немедленно избрали новым кошевым атаманом старого запорожского полковника Ивана Сухина, который только в январе этого же года вернулся из Турции, где находился в эмиграции с 1776 года. Такой выбор не удовлетворил ни российское командование, ни часть старшины, и 3 июля 1788 года Григорий Потёмкин своим собственным указом назначил на эту должность Захария Чепегу. Сам же Иван Сухин заявил о своей болезни и покинул службу, но уже в мае 1791 года вернулся в Турцию и стал военным есаулом в Задунайском войске.
Пешая команда выступила против такого решения и вскоре прибыла к ставке самого Потёмкина. Для разрешения конфликта 4 июля к ним немедленно прибыли Захарий Чепега и Антон Головатый. В конце концов, поддавшись на увещевания и обещания, казаки признали кошевым атаманом Захария Чепегу, который сразу же забрал у Антона Головатого все военные клейноды.
В ноябре — декабре 1787 года так называемые «турецкие» запорожцы организовали свой новый кош в селе Тузлы возле Березани. Войско насчитывало более 1000 пеших и конных казаков, в наличии были морские лодки. От турок они получали жалованье и провиант.

### Накануне штурма
В январе 1788 года в Березанской крепости находилось не более 100 человек гарнизона, но уже в феврале турки пополнили его ещё 200 бойцами.
В июле 1788 года Григорий Потёмкин решил захватить и снести турецкий пост на Березани. Исполнение этой задачи было поручено Александру Суворову, которому предоставлялись значительные силы в 600 солдат пехоты на кораблях гребного флота и казацких лодках. 12—14 июля велась интенсивная подготовка данной операции, которую должны были поддержать корабли флота и артиллерия. Когда всё было готово к осуществлению штурма, главнокомандующий отменил своё решение в связи с тем, что готовилась осада Очакова, а в непосредственной близости от острова появилось значительное количество кораблей турецкого флота.
После событий под Очаковом об острове временно забыли, а казакам поручили перейти на правый берег реки Березань, поставить пикеты вдоль берега моря и не допускать схождения на него с лодок «турецких» запорожцев. В связи с этим, в июле — начале августа 1788 года кош в Тузлах прекратил своё существование, а Березань временно стала главной базой морской флотилии «турецких» запорожцев.
Осенью 1788 года Гасан-паша, командующий турецкой флотилией, стоявшей около Очакова, значительно укрепил крепость на острове Березань за счёт строительства двух артиллерийских батарей и линии окопов в северной части острова. Эти изменения хорошо иллюстрирует «План острова Березани», снятый российским топографами сразу же после штурма в ноябре 1788 года. Этот план даёт представление о том, что Березань не была совсем слабой крепостью.
Когда осенние бури заставили Гасан-пашу вывести флот из-под Очакова, князь Григорий Потёмкин приказал черноморцам захватить остров. Начальником турецкого гарнизона на момент штурма был двухбунчужный Келеджи Осман-паша, который ранее командовал всеми янычарскими войсками Турции, то есть был янычар-агой.

## Битва
Утром 7 (18 по новому стилю) ноября казаки во главе с Антоном Головатым на глазах у всей российской армии и турок, засевших в крепости, сели в свои лодки и в сопровождении флотилии канонерских лодок Осипа Дерибаса стремительно двинулись по морю к острову. Несмотря на убийственный огонь орудий северо-восточной батареи, они всё же подошли к острову и пристали к северному берегу на расстоянии выстрела. Сделав залп из пушек и ружей, а затем бросившись в воду и резко двинувшись к неприступному берегу, казаки смяли передовые турецкие части и захватили береговую батарею. Повернув против крепости захваченные орудия и установив свои, снятые с лодок, черноморцы начали громить Березанскую крепость. В то же время начался обстрел Березани с русских лодок. Турки были вынуждены вывесить белый флаг и сдать крепость. Штурм крепости занял считанные часы.

### Силы сторон и потери
Список, составленный самими казаками после штурма, чётко зафиксировал, что в нём принимало участие 836 человек, к тому же все 34 старшины названы поимённо. Из списка следует, что в деле участвовали 22 куренных атамана, штурмовой отряд вышел в море на 22 куренных лодках, имея в среднем по 34—35 человек на каждой. Десант, по всей видимости, был недоукомплектован, так как большая казацкая лодка вместе с экипажем (командиром, обычно курееным атаманом, 10 гребцами и рулевым) могла вместить до 60 вооружённых человек. Согласно рапорта Григория Потёмкина общие потери казаков были следующие: 1 полковой старшина, 4 куренных атамана и 24 казака.
Согласно тому же донесению Потёмкина, накануне штурма турки имели на острове гарнизон численностью более чем 400 человек, из которых 320 сдались в плен, а остальные (больше 80) были убиты. Казаки захватили в крепости значительные трофеи: 11 флагов, 21 пушку и 1149 ядер разных калибров, 150 бочек с порохом, больше 800 метров фитиля, около 130 тонн пшеничной муки и 160 тонн ячменя. Также были взяты 111 винтовок, 69 пистолей, 49 шашек, 75 кинжалов и 57 патронташей. Список может быть не полным, так как казаки часть оружия могли присвоить себе. Также Потёмкин к флагам приписал и те, что были ранее отбиты у турок и просто куплены казаками у князя по цене 20 рублей за штуку. Большую часть трофеев казаки немедленно продали российскому командованию, а муку и воду они начали перевозить в мешках на армейские склады своими лодками.
Пленного начальника турецкого гарнизона Келеджи Осман-пашу 8 ноября принял сам Григорий Потёмкин. На встрече Григорий Потёмкин подарил Келеджи Осман-паше бриллиантовый перстень, а остальным пленным была выплачена компенсация за «потерянные вещи». А уже через три недели главнокомандующий отпустил всех пленных через Ольвиополь (современный Вознесенск) в Турцию. Позже Келеджи Осман-паша в Турции был повышен в звании до трибунчужного паши.

## После штурма
12 декабря 1788 года Екатерина II наградила Антона Головатого и Захария Чепегу Георгиевскими крестами IV степени с формулировкой «за отличие». Приблизительно в то же время Григорий Потёмкин издал указ, в котором казацкое войско было официально названо Черноморским, а целый ряд его старшин получили армейские офицерские чины.
Через несколько дней после штурма казаки возле Березани провели ещё одну удачную военно-морскую операцию. Казаки из команды полковника Гулика захватили несколько баркасов с грузом из Аккермана и передали их в состав российского флота.
Однако уже 17 ноября 1788 года в донесении на имя Екатерины II Григорий Потёмкин заявил, что крепость лишена какого-либо стратегического значения, и приказал черноморским казакам, которые остались в крепости на заставе, её уничтожить. Весной 1789 года казаки оставили необитаемый и опустошённый остров и стали кошем недалеко от него, возле устья реки Березань на левом берегу одноимённого лимана.
В то же время к берегам Березани вернулась турецкая эскадра и обнаружила, что Березань никто не охраняет. В июне того же года Потёмкин смирился с его возможной потерей и даже не попытался организовать защиту. В связи с этим турки могли почти без препятствий пользоваться Березанским рейдом и не высадили десант на остров только потому, что уже не имели возможности восстановить на нём разрушенные укрепления, батареи и цистерны. Однако казаки вплоть до своего переселения на Кубань в 1792—1793 годах и даже позже интенсивно использовали воды вокруг Березани как рыбные угодья. После переселения казаков на Кубань в 1792 году они в память о своём участии в штурме основали там станицу Березанскую.